# Перший невірний крок Меггі
Перший невірний крок Меггі (англ. Maggie's First False Step) — американська короткометражна кінокомедія режисера Френка Гріффіна 1917 року.

## У ролях
- Чарльз Мюррей — адміністратор універмагу
- Луїза Фазенда — Меггі
- Воллес Бірі — лиходій
- Гаррі Букер — батько Меггі
- Еліс Девенпорт — мати Меггі
- Мері Турман